# 拉西瓦水电站
拉西瓦水电站是一座位于中国西北部青海省海南藏族自治州贵德县拉西瓦镇与贵南县交界的黄河干流上的拱坝。它位于龙羊峡水电站下游32（20英里），李家峡水电站上游73（45英里）。大坝的主要用途是水力发电，它是黄河流域装机最大、发电量最多、单位千瓦造价最低的水电站。该设施利用六台涡轮机发电，每台涡轮机的发电量为700兆瓦，总容量为4200兆瓦。“拉西瓦”在藏语里的意思是“太阳照不到的地方”，因为拉西瓦两边是大峡谷，大峡谷特别高，中间是看不到太阳的。

## 施工
拉西瓦水电站主要由中国水利水电第三工程局有限公司、第四工程局有限公司、第十一局有限公司，葛洲坝集团公司等单位承建。水电站于2002年开始导流洞施工，2004年初，黄河河床截流，同年9月，大坝坝肩开挖。2006年4月，第一批混凝土浇筑完成。2009年5月18日，发电厂的首批两台机组发电，2010年首批五台机组全部发电。其中，2009年6号机组发电标志着中国电力总装机8亿千瓦时的标志性发电机组。从坝址挖出了总计79,571,000立方（2.8100×109立方英尺）的土和岩石。

## 影响
電視廣播有限公司翡翠台2011年11月7日首播的地理资讯节目《水之源》第一集《黄河·情》介绍过拉西瓦水电站。